# Svenstrup, Aalborg
Svenstrup és un poble del municipi d'Aalborg, Regió de Jutlàndia Septentrional, a Dinamarca. Amb una població de 7.366 habitants (2019), està situat a 10 km al sud del centre de la ciutat d'Aalborg i a 3 km al sud dels afores de la ciutat. La ciutat té una estació de tren, que es va reobrir el 2003.

## Persones cèlebres
- Jan Ø. Jørgensen (nascut el 1987 a Svenstrup), jugador de bàdminton anteriorment número 1 del rànquing mundial de l'IBF.
- Nicklas Helenius (nascut el 1991 a Svenstrup), futbolista, davanter del club danès Odense Boldklub.